# بوریسلاو استوانوویچ
بوریسلاو استوانوویچ (صربی: Borislav Stevanović؛ ۲۲ سپتامبر ۱۹۷۵ – ۲۴ ژانویهٔ ۲۰۲۲) بازیکن فوتبال اهل صربستان بود.
از باشگاه‌هایی که در آن بازی کرده‌است می‌توان به باشگاه فوتبال رادنیشکی نیش و باشگاه فوتبال راد اشاره کرد.
وی همچنین در تیم ملی فوتبال صربستان و مونته‌نگرو بازی کرده‌است.